# 소수의 역수의 합의 발산성
기원전 3세기경에 유클리드는 무한히 많은 소수가 존재함을 증명하였다. 18세기에 레온하르트 오일러가 소수의 역수의 합이 발산한다는 좀 더 강력한 정리를 증명하였다. 다시 말해서,
{\displaystyle \sum _{p{\text{ prime }}}{\frac {1}{p}}={\frac {1}{2}}+{\frac {1}{3}}+{\frac {1}{5}}+{\frac {1}{7}}+{\frac {1}{11}}+{\frac {1}{13}}+{\frac {1}{17}}+\cdots =\infty .}
현재 다음과 같은 사실도 알려져 있다.
{\displaystyle \sum _{\scriptstyle p{\text{ prime }} \atop \scriptstyle p\leq n}{\frac {1}{p}}\geq \ln \ln(n+1)-\ln {\frac {\pi ^{2}}{6}}}

## 조화급수
먼저 오일러는 조화급수(harmonic series)가 발산함을 발견하였다. 즉, 다음의 급수가 발산한다.
{\displaystyle \sum _{n=1}^{\infty }{\frac {1}{n}}=1+{\frac {1}{2}}+{\frac {1}{3}}+{\frac {1}{4}}+\cdots .}
오일러는 오일러의 곱셈 공식(Euler product formula)를 이용하여 소수가 무한함을 증명하였다.
{\displaystyle \sum _{n=1}^{\infty }{\frac {1}{n}}=\prod _{p}{\frac {1}{1-p^{-1}}}=\prod _{p}\left(1+{\frac {1}{p}}+{\frac {1}{p^{2}}}+\cdots \right).}
여기서 곱은 모든 소수에 대해 계산한다. 위 결과는 산술의 기본정리 때문에 성립한다.

## 증명법

### 첫 번째 증명
오일러 곱셈 공식을 이용하여 약간의 논리적인 갭을 수반하는 다음의 계산이 가능하다. 먼저 {\displaystyle \ln(1-x)}의 테일러 전개를 통해 다음과 같이 계산한다.
{\displaystyle {\begin{aligned}\ln \left(\sum _{n=1}^{\infty }{\frac {1}{n}}\right)&{}=\ln \left(\prod _{p}{\frac {1}{1-p^{-1}}}\right)=\sum _{p}\ln \left({\frac {1}{1-p^{-1}}}\right)=\sum _{p}-\ln(1-p^{-1})\\&{}=\sum _{p}\left({\frac {1}{p}}+{\frac {1}{2p^{2}}}+{\frac {1}{3p^{3}}}+\cdots \right)=\left(\sum _{p}{\frac {1}{p}}\right)+\sum _{p}{\frac {1}{p^{2}}}\left({\frac {1}{2}}+{\frac {1}{3p}}+{\frac {1}{4p^{2}}}+\cdots \right)\\&{}<\left(\sum _{p}{\frac {1}{p}}\right)+\sum _{p}{\frac {1}{p^{2}}}\left(1+{\frac {1}{p}}+{\frac {1}{p^{2}}}+\cdots \right)=\left(\sum _{p}{\frac {1}{p}}\right)+\left(\sum _{p}{\frac {1}{p(p-1)}}\right)\\&{}=\left(\sum _{p}{\frac {1}{p}}\right)+C\end{aligned}}}
마지막 등식의 {\displaystyle C}는 어느 상수이다. 이로써 발산하는 속도가 {\displaystyle \ln \ln n}에 근접함을 알 수 있다.

### 두 번째 증명
{\displaystyle n} 번째 소수를 {\displaystyle p_{n}}라 쓰기로 하자.
수렴한다고 가정해서 모순을 이끌어 낸다. 만약 수렴한다면, 무한급수에서 적당히 앞부분을 잘라 나머지 부분이 1/2 보다 작게 만들 수 있다. 즉, 다음 부등식을 만족하는 어떤 {\displaystyle k}가 있다.
{\displaystyle \sum _{m=k+1}^{\infty }{\frac {1}{p_{m}}}<{\frac {1}{2}}}
그 잘라낸 소수들을 모두 곱한 값을 {\displaystyle Q}라고 해 보자. 즉, {\displaystyle Q=p_{1}\cdots p_{k}}라 하면, 모든 자연수 {\displaystyle n}에 대해 {\displaystyle 1+nQ}는 {\displaystyle p_{1}}부터 {\displaystyle p_{k}}까지 어느 소수로도 나누어떨어지지 않는다. 따라서 {\displaystyle n}의 값에 관계 없이 {\displaystyle 1+nQ}의 모든 소인수는 {\displaystyle p_{k+1}} 이후의 소수들이 된다.
그리하여 모든 1보다 큰 {\displaystyle r}에서 다음 부등식이 성립한다.
{\displaystyle \sum _{n=1}^{r}{\frac {1}{1+nQ}}\leq \sum _{t=1}^{\infty }\left(\sum _{m=k+1}^{\infty }{\frac {1}{p_{m}}}\right)^{t}<\sum _{t=1}^{\infty }\left({\frac {1}{2}}\right)^{t}}
두 번째 부등식은 가정에 의해 성립한다. 첫 번째 부등식은 {\displaystyle 1+nQ}의 소인수가 모두 {\displaystyle p_{k+1}}이후의 소수이므로 우변을 전개하면 좌변의 모든 항이 들어있게 된다. 그런데 좌변은 적분판정법으로 발산함을 알 수 있고 우변은 무한등비급수이므로 수렴한다. 따라서 모순이 된다.

## 같이 보기
- 유클리드의 정리